# Metalype mahayinna
Metalype mahayinna är en nattsländeart som först beskrevs av Schmid 1961.  Metalype mahayinna ingår i släktet Metalype och familjen tunnelnattsländor. Inga underarter finns listade i Catalogue of Life.